# Modalfiber
Modalfiber är en regenatfiber och närbesläktad med viskos. Detta gäller dock i första hand tillverkningssättet men även en del egenskaper.
Den tekniska definitionen för modal är att den i vått tillstånd ska tåla en belastning på 0,22 N/tex varvid töjningen inte får överstiga 15 %.